# 紐里鎮區 (明尼蘇達州弗里伯恩縣)
紐里鎮區（英語：Newry Township）是位於美國明尼蘇達州弗里伯恩縣的一個行政鎮區。

## 地方資料
紐里鎮區的面積為93.57平方千米，當中陸地面積為93.47平方千米，而水域面積為0.10平方千米。根據2020年美國人口普查的數據，當地共有人口466人，而人口密度為每平方千米4.98人。